# Passalus occipitalis
Passalus occipitalis is een keversoort uit de familie Passalidae. De wetenschappelijke naam van de soort is voor het eerst geldig gepubliceerd in 1829 door Johann Friedrich von Eschscholtz.